# Министерство юстиции США
Министерство юстиции Соединённых Штатов Америки, сокращенный вариант —  Минюст США, официальный вариант —  Департамент юстиции США (англ. United States Department of Justice, Justice Department) — министерство федерального правительства Соединённых Штатов Америки, предназначенное для обеспечения исполнения законов и отправления федерального правосудия. 
Эквивалент министерств внутренних дел и министерств юстиции, а также прокуратуры в других государствах. Министерство юстиции США возглавляется Генеральным прокурором США.
4 февраля Сенат США утвердил Пэм Бонди на должность главы минюста и генпрокурора.

## История
Изначально в США не было центрального юридического ведомства. Генеральный прокурор работал один, у него не было подчиненной ему бюрократической структуры. В 1867 году юридическая комиссия Конгресса США, возглавляемая Уильямом Лоуренсом, пришла к выводу о необходимости создания «департамента юстиции». 19 февраля 1868 года в Конгресс был внесён соответствующий законопроект, однако не был принят. В феврале 1870 года Томасом Дженкесом был представлен другой законопроект, который был принят Палатой представителей и Сенатом. В 1872 году новому ведомству было передано управление тюрьмами, а с течением времени его функции существенно выросли и расширились.

## Структура

### Руководящие должности
- Офис Генерального прокурора (Office of the Attorney General)
- Офис заместителя Генерального прокурора (Office of the Deputy Attorney General)
- Офис помощника Генерального прокурора (Office of the Associate Attorney General)
- Офис Генерального солиситора (Office of the Solicitor General)

### Подразделения
- Антимонопольное управление Министерства юстиции США[англ.]
- Гражданский отдел Министерства юстиции США[англ.]
- Отдел гражданских прав Министерства юстиции США[англ.]
- Уголовный отдел Министерства юстиции США[англ.]
- Отдел окружающей среды и природных ресурсов Министерства юстиции США[англ.] (ENRD)
- Управление юстиции Министерства юстиции США[англ.] (JMD)
- Отдел национальной безопасности Министерства юстиции США[англ.] (NSD)
- Налоговый отдел Министерства юстиции США[англ.]

### Правоохранительные органы
- Бюро алкоголя, табака, огнестрельного оружия и взрывчатых веществ (ATF)
- Управление по борьбе с наркотиками (DEA)
- Федеральное бюро расследований (FBI)
- Федеральное бюро тюрем (BOP)
- Служба маршалов США (USMS)
- Управление главного инспектора (англ. Office of the Inspector General — OIG)

### Управления
- Исполнительное управление по надзору за иммиграцией (англ. Executive Office for Immigration Review — EOIR)
- Исполнительное управление прокуроров США (англ. Executive Office for U.S. Attorneys — EOUSA)
- Исполнительное бюро Федеральных управляющих США в делах о банкротстве (англ. Executive Office of the United States Trustee — EOUST)
- Управление кадров (англ. Office of Attorney Recruitment and Management)
- Управление главного офицера по информации — пресс-секретарь (англ. Office of the Chief Information Officer)
- Управление по разрешению споров англ. Office of Dispute Resolution
- Служба попечителя федеральных мест предварительного заключения (англ. Office of the Federal Detention Trustee)
- Управление судебных разбирательств по иммиграционным вопросам (англ. Office of Immigration Litigation)
- Управление по делам разведки (англ. Office of Intelligence Policy and Review — OIPR)
- Управление межправительственных и общественных связей (англ. Office of Intergovernmental and Public Liaison) (слилось с Управлением по вопросам законодательства 12 апреля 2012 года)
- Управление программ правосудия (англ. Office of Justice Programs — OJP)
  - Бюро содействия правосудию (англ. Bureau of Justice Assistance)
  - Бюро судебной статистики (англ. Bureau of Justice Statistics)
  - Отдел по работе с населением, связанной с профилактикой преступности (англ. Community Capacity Development Office)
  - Национальный институт правосудия (англ. National Institute of Justice)
  - Национальная справочная службы уголовного правосудия (англ. National Criminal Justice Reference Service — OJP))
  - Отдел правосудия в отношении несовершеннолетних и профилактики правонарушений (англ. Office of Juvenile Justice and Delinquency Prevention)
  - Отдел наказания, контроля, задержания, регистрации и отслеживания лиц совершивших сексуальные преступления (англ. Office of Sex Offender Sentencing, Monitoring, Apprehending, Registering, and Tracking — SMART)
  - Отдел по делам жертв преступлений (англ. Office for Victims of Crime)
- Управление полицейского корпуса и профессионального образования в сфере правопорядка (англ. Office of the Police Corps and Law Enforcement Education)
- Служба юрисконсульта (англ. Office of Legal Counsel — OLC)
- Управление специального советника Генерального прокурора США (англ. Office of Special Counsel)
- Управление правовой политики (англ. Office of Legal Policy — OLP)
- Управление по вопросам законодательства (англ. Office of Legislative Affairs)
- Управление прокурора по вопросам помилования (англ. Office of the Pardon Attorney)
- Управление по исполнению законов об охране частной жизни и защите гражданских свобод (англ. Office of Privacy and Civil Liberties  — OPCL)
- Управление профессиональной ответственности (англ. Office of Professional Responsibility — OPR)
- Управление по связям с общественностью (англ. Office of Public Affairs)
- Управление по борьбе с сексуальным насилием и преступлениями в отношении детей (англ. Office on Sexual Violence and Crimes against Children)
- Управление юстиции в местах резервации индейских племён (англ. Office of Tribal Justice)
- Управление по делам о насилии против женщин (англ. Office on Violence Against Women)
- Консультативная служба по вопросам профессиональной ответственности (англ. Professional Responsibility Advisory Office — PRAO)
- Канцелярия прокуроров США (англ. United States Attorneys Offices)
- Канцелярия Федеральных управляющих США (англ. United States Trustees Offices)
- Управление по вопросам взаимодействия населения и полиции в охране правопорядка (англ. Office of Community Oriented Policing Services — COPS)
- Управление по вопросам взаимоотношений в общинах (англ. Community Relations Service)
- Управление по обеспечению доступа к правосудию (англ. Office for Access to Justice)

### Другие учреждения
- Комиссия по урегулированию претензий зарубежных государств (англ. Foreign Claims Settlement Commission of the United States)
- Интерпол, национальное центральное бюро США
- Комиссия США по условно-досрочному освобождению[англ.]
- Национальный институт исправительных учреждений (англ. National Institute of Corrections)
- Национальная комиссия по судебно-медицинской экспертизе (англ. National Commission on Forensic Science — NCFS))